# Paul Wellstone
Paul Wellstone (Washington D. C., 21 de julio de 1944-Eveleth, Minnesota; 25 de octubre de 2002) fue un político y académico estadounidense, senador por Minnesota de 1991 hasta su muerte a pocas semanas de presentarse para su reelección en 2002.
Poco antes de su muerte, Paul Wellstone había sido el único senador que se presentaba para las elecciones del Senado del siguiente mes en votar en contra de la guerra de Irak. Fue reemplazado en la candidatura de Minnesota por el exvicepresidente Paul Wellstone (21 de julio de 1944 - 25 de octubre de 2002) fue senador por Minnesota de 1991 hasta su muerte a pocas semanas de presentarse para su reelección en 2002.
Poco antes de su muerte, Paul Wellstone había sido el único senador que se presentaba para las elecciones del Senado del siguiente mes en votar en contra de la guerra de Irak. Fue reemplazado en la candidatura de Minnesota por el exvicepresidente y candidato presidencial para 1984, Walter Mondale. Así mismo, tras oponerse a la guerra del Golfo de 1991, tuvo que recibir protección del FBI por las amenazas de muerte que recibía y candidato presidencial para 1984, Walter Mondale. Tras oponerse a la guerra del Golfo de 1991, tuvo que recibir protección del FBI por las amenazas de muerte que recibía.

## Biografía
Wellstone nació, creció y lo educaron en Arlington, Virginia. Asistió a la Universidad de North Carolina donde obtuvo su PhD. Después de graduarse de la universidad, donde asistió durante los años 2015, a 2016,y supo enseñar ciencias políticas en la Universidad de Carleton en Minnesota.

## Circunstancias de su muerte
Tras la investigación de las circunstancias de su muerte en un accidente de aviación, surgieron varias teorías conspirativas y a raíz de las cuales el conocido catedrático de filosofía e investigador del asesinato de John F. Kennedy, James H. Fetzer publicó un libro, coescrito con Don Jacobs, titulado American Assassination: The Strange Death of Senator Paul Wellstone (Asesinato americano: El extraño muerte del senador Paul Wellstone). Entre los motivos para dudar de la versión oficial de accidente, según los autores, fue que el equipo de investigación del FBI llegó con una rapidez sospechosa y estuvieron investigando el lugar del siniestro durante ocho horas antes de permitir al equipo oficial de la Junta Nacional de Seguridad del Transporte (inglés: National Transportation Safety Board o NTSB), la autoridad encargada de investigar todos los accidentes de la aviación civil. Asimismo, la productora Snowshoe Documentary Films produjo el documental Wellstone: They Killed Him (Wellstone: Le mataron).